# Musica di Final Fantasy I e II
La musica dei videogiochi Final Fantasy e Final Fantasy II è stata composta da Nobuo Uematsu, compositore storico della serie Final Fantasy di cui ha in seguito composto le colonne sonore per i sette capitoli successivi. Nonostante le colonne sonore dei due giochi siano state composte separatamente, le loro musiche sono sempre state pubblicate congiuntamente. All Sounds of Final Fantasy I•II, una compilation contenente quasi ogni brano dei due titoli, è stata pubblicata da DataM/Polystar nel 1989, e in seguito pubblicata nuovamente da NTT Publishing nel 1994. Symphonic Suite Final Fantasy, un album di musiche arrangiate da parte di Katsuhisa Hattori e di suo figlio Takayuki Hattori, è stato pubblicato inizialmanete da DataM nel 1989 e successivamente da NTT Publishing/Polystar nel 1994. Un altro album di brani arrangiati, Final Fantasy & Final Fantasy II Original Soundtrack, ad opera di Nobuo Uematsu e Tsuyoshi Sekito, è stato poi pubblicato nel 2002 da DigiCube e in seguito nel 2004 da Square Enix.
Le due colonne sonore sono state ben accolte dalla critica, che ha apprezzato la qualità e la potenza dei brani originali ed ha portato giudizi favorevoli anche ai vari arrangiamenti. Diversi brani godono tutt'oggi di una certa popolarità, in particolar modo la Opening Theme, la Main Theme e Matoya's Cave, e sono stati eseguiti in numerose occasioni durante i vari concerti dedicati alla serie, oltre ad essere stati pubblicati in varie compilation e album di arrangiamenti da parte di Square Enix e di altre case discografiche.

## Concezione e creazione
Nel periodo in cui Nobuo Uematsu lavorava in un noleggio di strumenti musicali, un'impiegata del dipartimento artistico di Square (che in seguito è diventata Square Enix), propose a Uematsu di scrivere della musica per i titoli che stava sviluppando l'azienda. Uematsu accettò la proposta, nonostante considerasse tale attività solo come un secondo lavoro e non credesse che potesse diventare un'occupazione a tempo pieno. Secondo Uematsu, sarebbe stato solo un modo per mettere da parte dei soldi pur mantenendo il proprio lavoro part-time al noleggio di strumenti musicali. Prima di entrare in Square, Uematsu componeva musica per le pubblicità televisive. Durante la sua permanenza a Square, Uematsu ha conosciuto il creatore della serie Final Fantasy, Hironobu Sakaguchi, che ha convinto il compositore a scrivere la musica per alcuni dei suoi videogiochi. Sakaguchi ha dato a Uematsu alcune istruzioni su come lavorare alla colonna sonora del videogioco Final Fantasy, la 16ª realizzata dal compositore, come ad esempio la necessità di realizzare dei temi per le battaglie e per l'esplorazione delle città, pur lasciando a Uematsu la libertà di scrivere il resto della musica autonomamente, mettendolo comunque al corrente dei limiti tecnici posseduti dal NES. Diversi brani presenti in Final Fantasy I e Final Fantasy II sono stati riutilizzati in vari capitoli della saga, in particolar modo il tema d'apertura (noto anche come Opening Theme), il Prelude e i temi musicali legati alle vittorie in battaglia e ai Chocobo.

## Album

### All Sounds of Final Fantasy I•II
All Sounds of Final Fantasy I•II è un album di musica per videogiochi tratto dalla colonna sonora di Final Fantasy I e Final Fantasy II, scritta, composta ed eseguita da Nobuo Uematsu. L'album, che comprende un totale di 49 brani su un disco unico, è stato pubblicato il 28 febbraio 1989 da DataM/Polystar (con numero di catalogo H25X-20015) e in seguito ripubblicato il 25 marzo 1994 da NTT Publishing (con numero di catalogo PSCR-5251). Le tracce 1 e 49 sono arrangiamenti di brani presenti in entrambi i giochi, le tracce da 2 a 21 fanno parte di Final Fantasy I, mentre le tracce da 22 a 47 appartengono a Final Fantasy II. La traccia 48, Dungeon (ダンジョン?, Danjon), era stata inizialmente composta per Final Fantasy II ma non è stata poi inserita nel gioco; il brano è stato in seguito utilizzato in Final Fantasy VI con il nome The Magic House (からくり屋敷?, Karakuri Yashiki). L'album ha venduto oltre 12 500 copie.

#### Tracce
Musiche di Nobuo Uematsu.
1. WELCOME TO F.F.WORLD – 6:57
2. Prelude (プレリュード?, Pureryūdo) – 0:52
3. Opening Theme (オープニング・テーマ?, Ōpuningu Tēma) – 1:25
4. Cornelia Castle (コーネリア城?, Kōneria jō) – 0:47
5. Main Theme (メインテーマ?, Mein Tēma) – 1:02
6. Temple of Chaos (カオスの神殿?, Kaosu no Shinden) – 1:00
7. Matoya's Cave (マトーヤの洞窟?, Matōya no Dōkutsu) – 1:13
8. Town (街?, Machi) – 0:52
9. Shop (店?, Mise) – 1:00
10. Ship (船?, Fune) – 0:48
11. Undersea Shrine (海底神殿?, Kaitei Shinden) – 1:27
12. Dungeon (ダンジョン?, v) – 0:56
13. Menu Screen (メニュー画面?, Menyū Gamen) – 0:41
14. Airship (飛空船?, Hikūsen) – 0:50
15. Gurgu Volcano (グルグ火山?, Gurugu Kazan) – 1:12
16. Floating Castle (浮遊城?, Fuyū jō) – 1:14
17. Battle Scene (戦闘シーン?, Sentō Shīn) – 1:36
18. Victory (勝利?, Shōri) – 0:38
19. Ending Theme (エンディングテーマ?, Endingu Tēma) – 1:49
20. Dead Music (デッドミュージック?, Deddo Myūjikku) – 0:53
21. Save Music (セーブミュージック?, Seibu Myūjikku) – 0:07
22. Prelude (プレリュード?, Preryūdo) – 0:46
23. Battle Scene 1 (戦闘シーン１?, Sentō Shīn 1) – 1:28
24. Time of Revival (生き返りの間?, Ikikaeri no ma) – 0:24
25. Reunion (再会?, Saikai) – 0:09
26. Rebel Army Theme (反乱軍のテーマ?, Hanrangun no Tēma) – 1:15
27. Town (街?, Machi) – 1:46
28. Main Theme (メインテーマ?, Mein Tēma) – 1:26
29. Pandemonium Castle (パンデモニウム城?, Pandemoniumu jō) – 1:04
30. Imperial Army Theme (帝国軍のテーマ?, Teikokugun no Tēma) – 1:29
31. Chocobo's Theme (チョコボのテーマ?, Chokobo no Tēma) – 0:25
32. Tower of Mages (魔導士の塔?, Madōushi no Tō) – 1:25
33. Escape! (脱出！?, Dasshutsu!) – 0:20
34. Ancient Castle (古城?, Kojō) – 0:51
35. Dungeon (ダンジョン?, Danjon) – 1:46
36. Emperor's Revival (皇帝復活?, Kōtei Fukkatsu) – 0:27
37. Battle Scene 2 (戦闘シーン２?, Sentō Shīn 2) – 2:10
38. Victory (勝利?, Shōri) – 0:40
39. Finale (フィナーレ?, Fināre) – 3:09
40. Waltz (ワルツ?, Warutsu) – 0:41
41. Temptation of the Princess (王女の誘惑?, Ōjo no Yūwaku) – 0:28
42. Dead Music (デッドミュージック?, Deddo Myūjikku) – 0:50
43. Fanfare (ファンファーレ?, Fanfāre) – 0:06
44. Joining the Group (仲間に加える?, Nakama ni Kuwaeru) – 0:07
45. Shop (店?, Mise) – 0:41
46. Airship (飛空船?, Hikūsen) – 0:56
47. Battle Scene 3 (戦闘シーン３?, Sentō Shīn 3) – 1:58
48. Dungeon (ダンジョン?, Danjon) – 0:59
49. FAREWELL! F.F. WORLD – 7:25

### Symphonic Suite Final Fantasy
Symphonic Suite Final Fantasy è un album di arrangiamenti di brani tratti dalle colonne sonore dei videogiochi Final Fantasy I e Final Fantasy II, composte da Nobuo Uematsu, arrangiate da Katsuhisa Hattori e da suo figlio Takayuki Hattori, ed eseguite dalla Tokyo Symphony Orchestra. L'album è stato pubblicato il 25 luglio 1989 da DataM (con numero di catalogo H28X-10007) e in seguito ripubblicato il 25 marzo 1994 da NTT Publishing/Polystar (con numero di catalogo PSCR-5253). La musica contenuta nell'album è una registrazione di un concerto realizzato dalla Tokyo Symphony Orchestra nella Gotanda Kani Hoken Hall, nel distretto di Gotanda a Tokyo.

#### Tracce
Musiche di Nobuo Uematsu.
1. SCENE I – 4:19 – Brani originali: Main Theme (Final Fantasy II)
2. SCENE II – 5:04 – Brani originali: Battle Scene 2 (Final Fantasy II)
3. SCENE III – 6:08 – Brani originali: Opening Theme, Town, Matoya's Cave (Final Fantasy I)
4. SCENE IV – 5:24 – Brani originali: Finale (Final Fantasy II)
5. SCENE V - Prelude – 8:14 – Brani originali: Main Theme, Temple of Chaos (Final Fantasy I)
6. SCENE VI – 5:05 – Brani originali: Gurgu Volcano (Final Fantasy I), Dungeon, Imperial Army Theme (Final Fantasy II)
7. SCENE VII – 5:31 – Brani originali: Rebel Army Theme (Final Fantasy II)

### Final Fantasy & Final Fantasy II Original Soundtrack
Final Fantasy & Final Fantasy II Original Soundtrack è un album di musica per videogiochi tratto dalla colonna sonora di Final Fantasy Origins, una raccolta per PlayStation che include i due titoli Final Fantasy I e Final Fantasy II. La colonna sonora contiene versioni dei brani originali arrangiate in modo da sfruttare al meglio il nuovo hardware sonoro della PlayStation. I brani sono stati composti da Nobuo Uematsu e arrangiati dallo stesso Uematsu e da Tsuyoshi Sekito. L'album è stato pubblicato il 23 ottobre 2002 da DigiCube (con numero di catalogo SSCX-10071-2) e in seguito ripubblicato il 23 settembre 2004 da Square Enix (con numero di catalogo SQEX-10032-3). Il primo disco contiene i brani composti da Nobuo Uematsu per Final Fantasy I, mentre il secondo disco contiene gli arrangiamenti di Tsuyoshi Sekito delle musiche di Final Fantasy II. Final Fantasy & Final Fantasy II Original Soundtrack ha venduto complessivamente 3 900 copie ed ha raggiunto la posizione 87 nelle classifiche giapponesi di Oricon.

#### Tracce
CD 1
1. Opening Movie (オープニング・ムービー?, Ōpuningu Mūbī) – 2:02
2. Opening Movie + SE (オープニング・ムービー+SE?, Ōpuningu Mūbī + SE) – 2:02
3. Opening Demo (オープニング・デモ?, Ōpuningu Demo) – 1:57
4. Prelude (プレリュード?, Pureryūdo) – 1:46
5. Opening Theme (オープニング・テーマ?, Ōpuningu Tēma) – 1:52
6. Cornelia Castle (コーネリア城?, Cōneria-jō) – 2:15
7. Main Theme (メイン・テーマ?, Mein Tēma) – 2:38
8. Temple of Chaos (カオスの神殿?, Kaosu no Shinden) – 1:46
9. Matoya's Cave (マトーヤの洞窟?, Matōya no Dōkutsu) – 2:28
10. Town (街?, Machi) – 1:53
11. Shop (店?, Mise) – 1:22
12. Ship (船?, Fune) – 1:38
13. Ocean-Floor Temple (海底神殿?, Kaitei Shinden) – 1:42
14. Dungeon (ダンジョン?, Danjon) – 1:30
15. Menu Screen (メニュー画面?, Menyū Gamen) – 0:58
16. Airship (飛空船?, Hikūsen) – 1:29
17. Gurgu Volcano (グルグ火山?, Gurugu Kazan) – 2:36
18. Floating Castle (浮遊城?, Fuyū Jō) – 2:28
19. Battle Scene (戦闘シーン?, Sentō Shīn) – 1:39
20. Victory (勝利?, Shōri) – 0:49
21. Dead Music (デッドミュージック?, Deddo Myūjikku) – 0:56
22. Save Music (セーブミュージック?, Sēbu Myūjikku) – 0:11
23. Church (教会?, Kyōkai) – 1:58
24. Abandoned Castle (廃れた城?, Sutareta Jō) – 2:12
25. Lute (リュート?, Ryūto) – 0:35
26. Build the Bridge (橋をかけろ?, Hashi o Kakero) – 0:42
27. To a Deep Place (深き場所へ?, Fukaki Basho e) – 0:17
28. Fanfare (ファンファーレ?, Fanfāre) – 0:08
29. The Crystal Revives (クリスタル復活?, Kurisutaru Fukkatsu) – 0:16
30. Getting Something Important (大事なものゲット?, Daiji na Mono Getto) – 0:09
31. Inn (宿屋?, Yadoya) – 1:22
32. Mini-Boss Battle (中ボスバトル?, Chū-Bosu Batoru) – 1:34
33. Boss Battle A (ボスバトルA?, Bosu Batoru A) – 2:11
34. Boss Battle B (ボスバトルB?, Bosu Batoru B) – 2:13
35. Last Battle (ラストバトル?, Rasuto Batoru) – 1:51
36. Ending Theme (エンディング・テーマ?, Endingu Tēma) – 2:06

CD 2
1. Opening Movie (オープニング・ムービー?, Ōpuningu Mūbī) – 2:37
2. Opening Movie + SE (オープニング・ムービー+SE?, Ōpuningu Mūbī + SE) – 2:39
3. Opening Theme (オープニング・テーマ?, Ōpuningu Tēma) – 1:28
4. Prelude (プレリュード?, Pureryūdo) – 1:33
5. Battle Scene 1 (戦闘シーン１?, Sentō Shīn Ichi) – 1:38
6. During Resurrection (生き返りの間?, Ikikaeri no Aida) – 1:25
7. Reunion (再会?, Saikai) – 0:13
8. Rebel Army Theme (反乱軍のテーマ?, Hanrangun no Tēma) – 2:26
9. Town (街?, Machi) – 1:56
10. Main Theme (メイン・テーマ?, Mein Tēma) – 2:50
11. Pandemonium Castle (パンデモニウム城?, Pandemoniumu-jō) – 1:18
12. Imperial Army Theme (帝国軍のテーマ?, Teikokugun no Tēma) – 2:55
13. Chocobo Theme (チョコボのテーマ?, Chokobo no Tēma) – 0:31
14. Magician's Tower (魔導士の塔?, Madōshi no Tō) – 1:34
15. Escape! (脱出！?, Dasshutsu!) – 1:15
16. Ancient Castle (古城?, Kojō) – 2:44
17. Dungeon (ダンジョン?, Danjon) – 1:54
18. The Emperor Revives (皇帝復活?, Kōtei Fukkatsu) – 0:49
19. Victory (勝利?, Shōri) – 0:46
20. Waltz (ワルツ?, Warutsu) – 0:50
21. Temptation of the Princess (王女の誘惑?, Ōjo no Yūwaku) – 1:47
22. Dead Music (デッドミュージック?, Deddo Myūjikku) – 0:57
23. Fanfare (ファンファーレ?, Fanfāre) – 0:09
24. Add a Companion (仲間に加える?, Nakama ni Kuwaeru) – 0:09
25. Inn (宿屋?, Yadoya) – 0:09
26. Battle Scene A (戦闘シーンA?, Sentō Shīn Ei) – 2:25
27. Battle Scene B (戦闘シーンB?, Sentō Shīn Bī) – 2:04
28. Battle Scene 2 (戦闘シーン２?, Sentō Shīn Ni) – 2:20
29. Finale (フィナーレ?, Fināre) – 4:10

## Eredità musicale
The Black Mages, un gruppo musicale fondato da Nobuo Uematsu insieme ad altri che ha pubblicato arrangiamenti rock di vari brani della serie Final Fantasy, ha arrangiato anche due brani appartenenti a Final Fantasy I: Battle Scene, dall'album di debutto The Black Mages (2003), e Matoya's Cave, dal secondo album del gruppo The Black Mages II: The Skies Above (2004). Sempre nell'album The Black Mages è presente inoltre Battle Scene II, un arrangiamento di un brano di Final Fantasy II. In Final Fantasy: Pray, album di compilation prodotto da Square, sono state inserite delle versioni con testo di Matoya's Cave (da Final Fantasy I) e della Main Theme di Final Fantasy II, entrambe cantate da Risa Ohki. Inoltre, degli arrangiamenti della Main Theme di Final Fantasy I e del tema Finale da Final Fantasy II, cantati da Risa Ohki e Ikuko Noguchi, sono comparsi nell'album Final Fantasy: Love Will Grow.
Le musiche di Final Fantasy I e II sono state eseguite in varie occasioni durante i concerti ufficiali e sono comparse in vari album dal vivo, tra cui 20020220 music from FINAL FANTASY, una registrazione di un'orchestra dal vivo mentre esegue diversi brani della serie. Inoltre, diversi brani tratti dai due titoli sono stati eseguiti dall'Orchestra Filarmonica Reale di Stoccolma in un medley durante la tournée di concerti Distant Worlds - Music from Final Fantasy, mentre un diverso medley di brani dei due giochi è stato eseguito dalla New Japan Philharmonic durante la serie di concerti Tour de Japon: Music from Final Fantasy. La Main Theme, tratta da Final Fantasy I, è stata eseguita durante il concerto Press Start -Symphony of Games- 2006 a Tokyo. Durante il concerto in tributo per Uematsu, Symphonic Odysseys, organizzato il 9 luglio 2011 a Colonia, in Germania, è stata eseguita una suite di brani presenti in Final Fantasy I. In alcuni album di remix giapponesi, chiamati otokei dōjin, e in alcuni siti di remix inglesi compaiono inoltre delle selezioni di brani tratti dai due titoli.